# Hořesedly
Obec Hořesedly (německy Horosedl) se nachází v okrese Rakovník, kraj Středočeský, zhruba jedenáct kilometrů severozápadně od Rakovníka. Žije zde 418 obyvatel. Obcí prochází silnice I/6 z Prahy do Karlových Varů.

## Název
Název vesnice je odvozen staročeského přídavného jména hořě (nahoře), ve významu ves hořesedlů, tj. lidí usedlých nahoře. V historických pramenech se jméno vesnice objevuje ve tvarech: Horsusedl (1316), Horussedel (1360), Horzesedl (1352–1367), Horziesedl (1369–1405), Horzisedl (1398), Horziesedel (1398), Horziessedl (1418), Horosedly (1479, 1579), Horosedl a Hřesedl (1785), Horosedl (1845) a Hořesedly nebo německy Horosedl (1854).

## Historie
První písemná zmínka o Hořesedlech pochází z roku 1316, kdy ve vsi žil vladyka Jan z Hořesedel. V letech 1355–1418 se o ni dělil děkan a kanovníci královské kaple Všech Svatých na Pražském hradě s vladyckým rodem, z jehož členů jsou známi Jindřich Hes z Hořesedel (1397 a 1399) nebo Zbyněk z Hořesedel (1407–1436). Je však možné, že vladykové měli v nájmu některé církevní statky. Roku 1420 vesnici dostali od krále Zikmunda bratři Bedřich a Hanuš z Kolovrat. Oba dva však přestoupili k husitství a král Zikmund proto jejich statek zastavil svým dalším věřitelům.
V šestnáctém století některý ze zástavních držitelů založil hořesedelskou tvrz. Předpokládá se, že jejím stavitelem byl buď Mikuláš z Polenska (v Hořesedlech od roku 1529), nebo po roce 1539 Jan Myška ze Žlunic. Když v roce 1568 zemřel, vyplatila královská komora vesnici od jeho synů ze zástavy a převedla ji do dědičného vlastnictví Jaroslavovi Libštejnskému z Kolovrat na Petrohradě. První zmínka o tvrzi je z roku 1579, kdy ji Jaroslav prodal Havlovi Hrobčickému z Hrobčic na Kolešovicích. Za něj tvrz nejspíš zpustla. Havlův syn Zdislav Hrobčický se zúčastnil stavovského povstání v letech 1618–1620, za což mu byl hořesedelský statek zkonfiskován. Roku 1623 jej koupil Jan Münich z Arzberku.

### Územněsprávní začlenění
Dějiny územněsprávního začleňování zahrnují období od roku 1850 do současnosti. V chronologickém přehledu je uvedena územně administrativní příslušnost obce v roce, kdy ke změně došlo:
- 1850 země česká, kraj Cheb, politický okres Žatec, soudní okres Jesenice[7]
- 1855 země česká, kraj Žatec, soudní okres Jesenice
- 1868 země česká, politický okres Podbořany, soudní okres Jesenice
- 1939 Sudetenland, vládní obvod Karlovy Vary, politický okres Podbořany, soudní okres Jesenice[8]
- 1945 země česká, správní okres Podbořany, soudní okres Jesenice[9]
- 1949 Pražský kraj, okres Rakovník[10]
- 1960 Středočeský kraj, okres Rakovník
- 2003 Středočeský kraj, obec s rozšířenou působností Rakovník

### Rok 1932
Ve vsi Hořesedly (něm. Horosedl, 770 obyvatel, poštovní úřad, telegrafní úřad, telefonní úřad) byly v roce 1932 evidovány tyto živnosti a obchody: pekař, elektrárenské družstvo (Elektrizitätsgenossenschaft für die Gemeinde Horosedl), 3 řezníci, 4 hostince, 3 obchody se smíšeným zbožím, 4 velkostatky, 4 rolníci, 2 mlýny, sedlář, zámečník, 2 kováři, 2 krejčí, 3 obuvníci, Spar- und Darlehenskassenverein für Horosedl, trafika, 3 truhláři, kolář.

## Obyvatelstvo
Při sčítání lidu v roce 1921 zde žilo 594 obyvatel (z toho 269 mužů), z nichž bylo 124 Čechoslováků, 469 Němců a jeden cizinec. Kromě pěti evangelíků, pěti členů církve československé, jednoho žida a jedenácti lidí bez vyznání byli římskými katolíky. Podle sčítání lidu z roku 1930 měla vesnice 776 obyvatel: 253 Čechoslováků, 516 Němců a sedm cizinců. Stále převládala výrazná římskokatolická většina, ale žilo zde také šestnáct evangelíků, 36 členů církve československé, dva židé, dva příslušníci jiných církví a 52 lidí bez vyznání.

## Pamětihodnosti
- Kostel svatého Vavřince na návsi

## Doprava
Dopravní síť
- Pozemní komunikace – Obcí vede silnice I/6 Praha - Karlovy Vary.
- Železnice – Železniční trať na území obce není. Železniční zastávka Hořesedly vzdálená tři kilometry od středu vesnice leží na území obce Kněževes na trati Most–Rakovník.

Veřejná doprava 2011
- Autobusová doprava – V obci měly zastávku dálkové autobusové linky jedoucí do těchto cílů: Aš, Cheb, Jáchymov, Kadaň, Karlovy Vary, Klášterec nad Ohří, Kraslice, Podbořany, Praha, Sokolov. V obci měly zastávku příměstské autobusové linky jedoucí do Podbořan a Rakovníka (dopravce ANEXIA).
- Železniční doprava – Zastávkou Hořesedly jezdilo v pracovní dny deset párů osobních vlaků, o víkendech devět párů osobních vlaků.

## Osobnosti
- František Kardaus (1908–1986), česko-německý průmyslový návrhář a grafik
- Bohumil Rudl (1877–1944), sportovní funkcionář, fotbalista a keramik, bratr Václava
- Václav Rudl (1874–1913), sportovní funkcionář a fotbalista, bratr Bohumila